# Surfer Girl
Surfer Girl ist das dritte, am 16. September 1963 erschienene Album der Beach Boys. Die Aufnahmen dauerten von Juni bis Juli 1963.

## Entstehungsgeschichte
Surfer Girl ist das erste Album, das von Brian Wilson alleine produziert wurde, dabei unterstützt von Chuck Britz, seinem Toningenieur. Die Beach Boys waren damit eine der ersten Bands, die ihre Alben selbst produzierten. Wilson etablierte sich als musikalischer Kopf der Beach Boys. Neben der Rolle als Produzent schrieb und komponierte er fast alle Lieder alleine.
Alan Jardine, der 1962 aus der Band ausgestiegen war, hatte Brian Wilson auf der Tournee 1963 vertreten. Im September 1963, als das Album veröffentlicht wurde, waren die Beach Boys wieder zu fünft, da David Lee Marks aus der Band ausstieg und den Weg für Alan Jardine wieder frei machte. Auf dem Coverfoto der LP ist dennoch Marks und nicht Jardine abgebildet.
Vom Album erschienen eine Mono- und eine Stereo-Version.
Surfer Girl erreichte in den US-Billboard-Charts Platz 7 und verbrachte 56 Wochen in der Hitparade. 1967 wurde das Album in England veröffentlicht und erreichte dort Rang 13.

## Die Titel
1. Surfer Girl (B. Wilson) – 2:26
2. Catch a Wave (B. Wilson/Mike Love) – 2:07
3. The Surfer Moon (B. Wilson) – 2:11
4. South Bay Surfer (B. Wilson/D. Wilson/Jardine) – 1:45
5. The Rocking Surfer (traditional arranged by B. Wilson) – 2:00
6. Little Deuce Coupe (B. Wilson/R. Christian) – 1:38
7. In My Room (B. Wilson/G. Usher) – 2:11
8. Hawaii (B. Wilson/M. Love) – 1:59
9. Surfers Rule (B. Wilson/M. Love) – 1:54
10. Our Car Club (B. Wilson/M. Love) – 2:22
11. Your Summer Dream (B. Wilson/B. Norberg) – 2:27
12. Boogie Woodie (Rimski-Korsakow, arranged by B. Wilson) – 1:56

## Zusätzliche Informationen zu den Liedern
Surfer Girl wurde als Single ausgekoppelt und erreichte Platz 7. Es war das erste Lied, das Brian Wilson schrieb und komponierte. Wilson ließ sich beim Schreiben von „Jiminy Grilles“ When You Wish upon a Star aus dem Disney-Film Pinocchio inspirieren. Das Lied wurde recht oft gecovert, unter anderem von Pere Ubu und Stan Kenton.
Bei Catch a Wave spielte Maureen, die Schwester von Mike Love, die Harfe. Das Lied wurde 1964 von dem Duo Jan and Dean unter dem Namen Sidewalk Surfin’ als Single veröffentlicht. Roger Christian hatte den Text umgeschrieben und auf Skateboards bezogen. Das Lied wurde ein Top-30-Hit.
The Surfer Moon wurde bereits 1962 von „Bob and Sheri“ veröffentlicht. Bob Norberg, ein College-Freund von Brian Wilson, hatte das Lied zusammen mit seiner Freundin eingespielt. Produziert wurde das Lied, als eines der ersten, von Brian Wilson. Die Beach-Boys-Version enthält ein Streicher-Arrangement. Wilsons Gesang wurde am Anfang gedoppelt.
Auf dem Titel South Bay Surfers (die South Bay war jener Strandabschnitt, an dem Dennis Wilson surfte) traten Dennis Wilson und Alan Jardine als Mitautoren in Erscheinung.
The Rocking Surfer ist ein Instrumental, das ursprünglich Good Humor Man genannt wurde.
Little Deuce Coupe wurde als B-Seite von Surfer Girl veröffentlicht und erreichte Platz 15 der US-Charts. Brian Wilson schrieb das Lied zusammen mit Roger Christian, einem DJ und Automobilfan. Der Songtitel diente auch als Namen für das folgende Album, einer Sammlung von Liedern über Autos.
In My Room erreichte als B-Seite der Single Be True to Your School vom Nachfolgealbum Platz 23 der US-Charts. Brian Wilson und Gary Usher schrieben dieses Lied gemeinsam. Es existiert eine Version mit deutschem Text – geschrieben von einer deutschen Liebschaft von Mike Love – die auf Beach Boys Rarities (1983) und der Surfer Girl/Shut Down Volume 2-Wiederveröffentlichung zu finden ist als Ganz allein. Es erschien 1990 nur in Deutschland, gekoppelt mit Land Ahoy, als limitierte Single für den deutschen Fanclub „California Saga“.
Surfers Rule ist eine Antwort auf die Fehde zwischen Surfern und den sogenannten „Hodads“ bzw. „Greasers“ (im Deutschen vergleichbar mit den Halbstarken). Brian Wilson, der keiner der Gruppierungen angehörte, versuchte mit diesem Lied gegen die Konkurrenzband The Four Seasons anzutreten.
Our Car Club ist das erste Beach-Boys-Lied, bei dem ein Studiomusiker ein Originalmitglied ersetzte. Hal Blaine, der noch öfter mit den Beach Boys spielen sollte, ersetzte Dennis Wilson. Toningenieur des Liedes war vermutlich Larry Levine, der aber nicht namentlich erwähnt wird.
Boogie Woodie basiert auf einem Motiv des russischen Komponisten Rimski-Korsakow. Das Instrumentalstück schließt das Album ab.